# A'Lelia Bundles
A'Lelia Bundles (nacida el 7 de junio de 1952) es una periodista afroestadounidense y ejecutiva de televisión. También es autora y productora ganadora del Premio Emmy.

## Primeros años
Bundles lleva el nombre de A'Lelia Walker (1885-1931). Walker era su bisabuela. Walker también era hija de la empresaria y filántropa Madam C. J. Walker. Se graduó en 1970 en North Central High School. En 1974, Bundles se graduó magna cum laude en Radcliffe College. Fue admitida en el capítulo Alpha Iota de Harvard de la Phi Beta Kappa Society. Bundles recibió una maestría de la Escuela de Periodismo de la Universidad de Columbia en 1976.

## Carrera
Durante su último año en Harvard, Bundles comenzó a trabajar como presentadora de noticias para WTLC-FM. Después de completar su maestría se fue a trabajar para NBC News como productora. Bundles fue asignada a las oficinas de Nueva York, Houston y Atlanta. Bundles produjo The Today Show y NBC Nightly News with Tom Brokaw. También fue productora en Washington D. C. para dos de los programas de revistas de la NBC. Fueron copresididos por Connie Chung y Roger Mudd durante la década de 1980. En 1989 Bundles comenzó a trabajar en ABC News. Ella era la jefa de la oficina en Washington D. C. Fue productora de World News Tonight with Peter Jennings de la ABC. Bundles también fue presidente de un consejo de diversidad designado para asesorar al presidente de ABC News, David Westin.

## Distinciones
- Síndico[5] de la Universidad de Columbia.
- Miembro de la Junta Directiva de la Fundación para los Archivos Nacionales[6]
- Miembro de la junta directiva del Madame Walker Theatre Center en Indianápolis
- Miembro de la junta de Amigos del Woodlawn Cemetery en el Bronx.
- Exmiembro de la junta asesora del Instituto Radcliffe de Estudios Avanzados
- Exmiembro del comité de nominación de la Harvard Alumni Association
- Exmiembro de la junta directiva del Harvard Club de Washington D. C.
- Exmiembro del Consejo de Administración del Radcliffe College Trustees Board
- Exmiembro de la junta del Salón Nacional de la Fama de la Mujer.
- Presidente[7] de la Asociación de Antiguos Alumnos del Colegio Radcliffe de 1999 a 2001.
- Presidente[8] del comité asesor de exalumnos de la Escuela de Periodismo de la Universidad de Columbia para renovar la organización de exalumnos de la escuela en 2006.
- Ha presidido la Muestra de Autores de la Asociación Nacional de Periodistas Negros.
- Presidió el Comité de Premios del Libro y Artículos de Letitia Woods Brown de la ABWH.
- Es miembro del jurado de los Premios duPont de la Escuela de Periodismo de Columbia.
- Exjurado de los Premios Robert F. Kennedy de Periodismo Audiovisual.

## Listado de obras
- On Her Own Ground: The Life and Times of Madam C. J. Walker (Scribner, 2001)
- Madam C. J. Walker: Entrepreneur (Chelsea House, 1991; revisado en 2008)
- Madam Walker Theatre Center: An Indianapolis Treasure (Arcadia Publishing, 2013)
- "Madam C. J. Walker" y "A'Lelia Walker" en la biografía nacional afroamericana de Henry Louis Gates y Evelyn Higginbotham's African American National Biography
- "Madam C. J. Walker" en Darlene Clark Hines's Black Women in America.

## Premios
- Premio Emmy (NBC News)[4]
- Bastón de Oro duPont (ABC News 1994)[9]
- Premio del Libro Americano 1992 para Madam C. J. Walker: Entrepreneur (Chelsea House, 1991)
- New York Times Notable Book for On Her Own Ground: The Life and Times of Madam C. J. Walker 2001[10]
- Caucus Negro de la Asociación Americana de Bibliotecas Libro de Honor 2002 [11]
- Premio Letitia Woods Brown del Libro de la Asociación de Historiadoras Negras 2001
- Hurston/Wright-Border Books Finalista del Premio Legado 2002
- Distinguidos premios de la Universidad de Harvard, Radcliffe College (2004)[12] y la Universidad de Columbia (2007)[8]
- Doctor honoris causa, Indiana University, 2003[13]
- Salón de la Fama de la Escuela Secundaria North Central
- Salón de la Fama de los Recuerdos Negros